# Коваленко Сергій Вікторович
Сергі́й Ві́кторович Ковале́нко (нар. 10 травня 1984, Чернігів) — український футболіст, нападник «Білшини» (Бобруйськ).
Першим професіональним клубом Сергія Коваленка став «Ювентус», у якому він виступав із сезону 2001/2002. Проте йому так і не вдалося стати гравцем основної команди, і після двох років у дублі його було віддано в оренду до римського «Лодіджані».
З Італії він переїхав до Бельгії, де виступав за льєзький «Стандард». У складі «Стандарда» Коваленко став срібним призером Чемпіонату Бельгії 2005 та дійшов до півфіналу Кубку. Проте наступного сезону результативність нападника знизилися, і його було віддано в оренду до «Локерена», де він лише раз вийшов на заміну через конфлікт з тренером Славолюбом Мусліним, та «Руселар».
11 серпня 2008 року Сергій Коваленко підписав контракт із луцькою «Волинню».
У березні 2009 року перейшов до «Торпедо» (Жодіно), у якому провів сезон 2009. З весни 2010 — гравець бобруйської «Білшини». 2011 рік провів у аматорському клубі «Полісся-Юність» (Чернігів). У січні 2012 року підписав однорічний контракт з новополоцьким «Нафтаном».

## Титули та досягнення
- Володар Кубка Білорусі (1):

«Нафтан»: 2011-12
- Срібний призер Чемпіонату Бельгії: 2006
- Бронзовий призер Чемпіонату Бельгії: 2005; 2007